# Jan Leopold Arnošt z Fünfkirchenu
Jan Leopold Arnošt z Fünfkirchenu (německy Johann Leopold Ernst, Graf von und zu Fünfkirchen, 1665 –1730) byl šlechtic z hraběcího rodu Fünfkirchenů v Dolním Rakousku a v Čechách.

## Život
Narodil se jako syn svobodného pána Jana Arnošta z Fünfkirchenu (1634–1694) a jeho první manželky hraběnky Kateřiny Terezie Slavatové z Chlumu a Košumberka (1634–1673), dcery hraběte Jáchyma Oldřicha Slavaty z Chlumu a Košumberka (1604–1645) a Františky z Meggau (1609–1676), pozdější vychovatelky dětí císaře Ferdinanda III.
Jeho otec se podruhé oženil v letech 1674/75 s hraběnkou Marií Terezií Slavatou z Chlumu a Košumberka (1656–1699). Jeho nevlastní matka Marie Terezie Slavatová se po smrti otce podruhé provdala 29. července 1695 za hraběte Arnošta Bedřicha z Windisch-Graetze (1670–1727), prezidenta říšské dvorní rady an vzdáleného příbuzného císaře Leopolda.
Jan Leopold měl nevlastního bratra Jana Josefa z Fünfkirchenu (1677–1708). Ten byl od 11. listopadu 1699 ženatý s hraběnkou Terezií Rozálií z Rottalu (1679–1753), dcerou hraběte Ferdinanda Viléma Slavaty z Chlumu a Košumberka (1630–1673) a Cecílie Renáty z Náchoda a Lichtenburka († 1694).
Jan Leopold zdědil po svém strýci Janu Bernardovi z Fünfkirchenu (1644–1700) , povýšeném do hraběcího stavu, panství Steinebrunn se zámkem. Od své matky Marie Terezie Slavatové získal panství Chlum v Čechách.
V roce 1710 Jan Leopold vybudoval chlumecký zámek, který byl od roku 1782 sídlem "chlumecké" rodové linie a v roce 1834 byl prodán Stadionům.

Rod Fünfkirchenů vymřel v mužské linii v roce 1970 hrabětem Hansem z Fünfkirchenu (1889–1970) a zámek byl prodán.

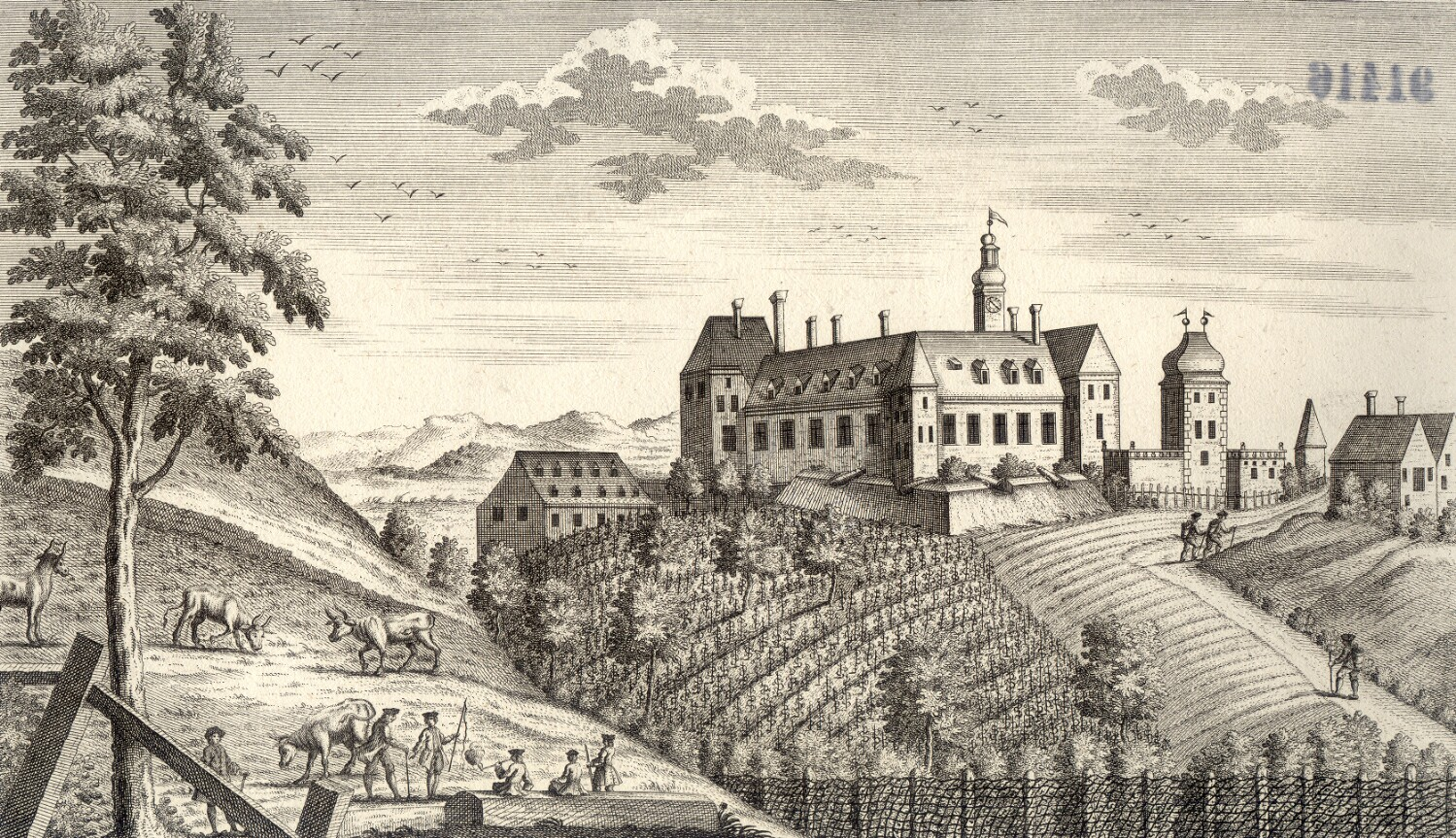
Zámek Fünfkirchen, rodové sídlo v letech 1603-1970
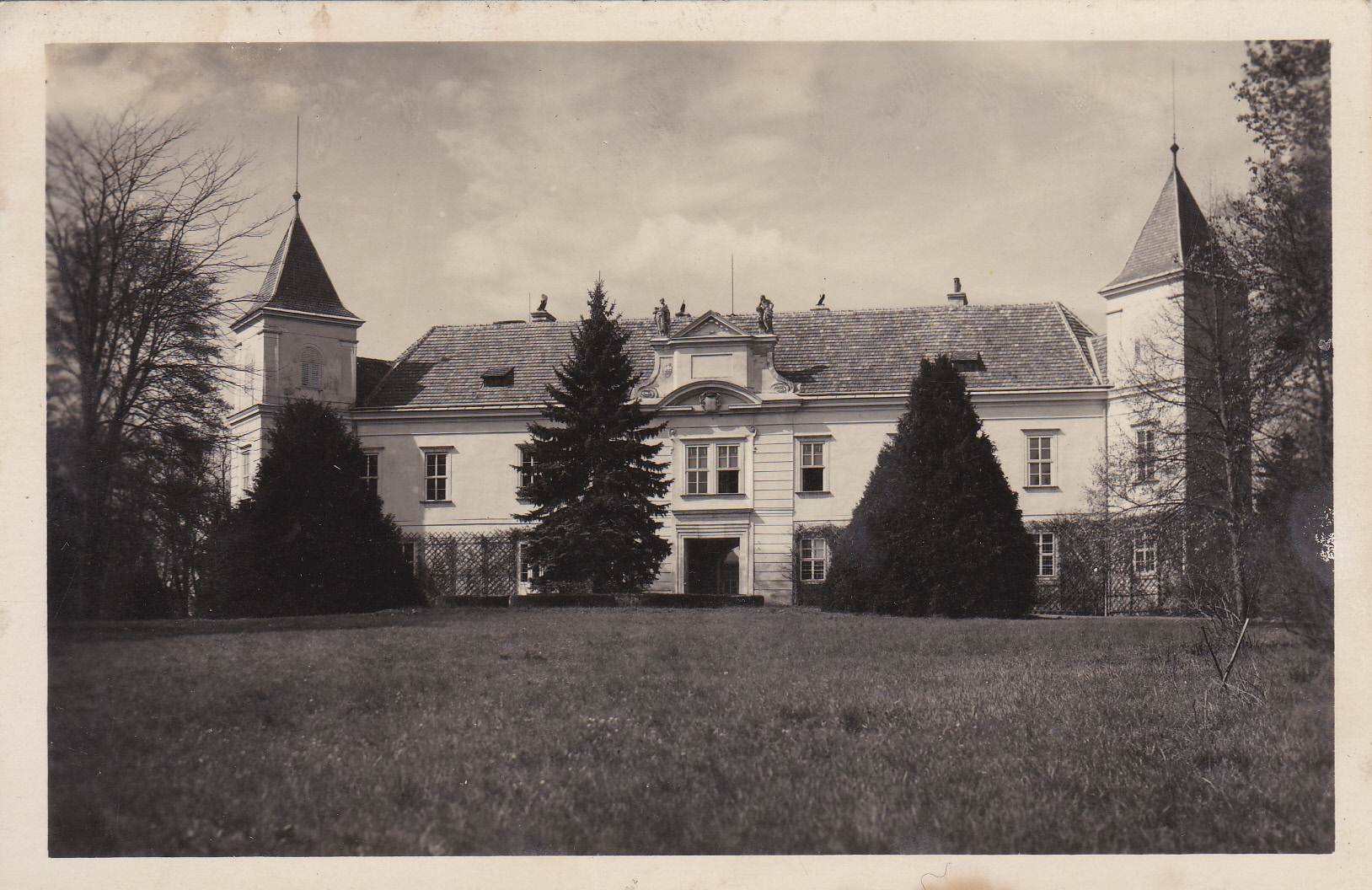
Zámek Fünfkirchen / Steinebrunn kolem roku 1925
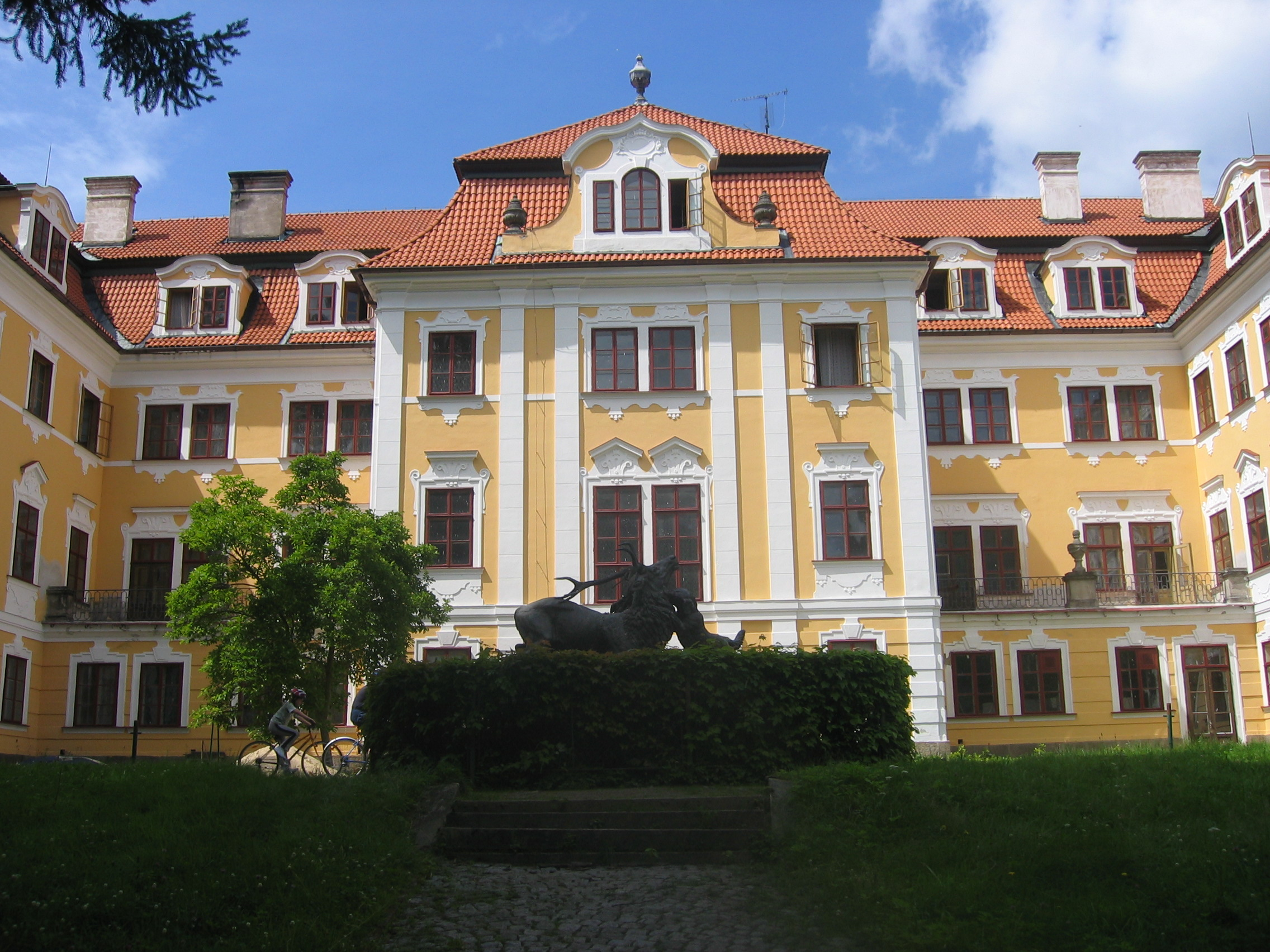
Zámek Chlum u Třeboně

### Rodina
Jan Leopold Arnošt z Fünfkirchenu se oženil s hraběnkou Marií Ester Annou z Paaru (asi 1668 – 29. června 1725), dcerou Karla Františka z Paaru († 1661/73/78), říšského (od roku 1636) a českého hraběte (od 14. února 1654) a jeho ženy Františky Polyxeny ze Švamberka († 1704). Z jejich manželství se narodily tři děti:  
- Marie Josefa (březen 1695 – 24. ledna 1728), provdaná od 20. října 1725 za hraběte Rudolfa Josefa Kořenského z Terešova († asi 1739)
- Jan Adam z Fünfkirchenu (1696 – 14. 3. 1748), od roku 1738 vrchní komisař oblasti Weinviertel, ženatý od roku 1719 s hraběnkou Marií Ernestinou ze Salm-Reifferscheidt-Bedburgu (16. července 1693 – 25. června 1719). Manželé měli dceru.
- Jan František z Fünfkirchenu (17. srpna 1709 – 7. srpna 1782); ženatý poprvé od 4. listopadu 1730 v Radeníně s hraběnkou Kateřinou Antonií Des Fours (30. dubna 1710, Praha  – 25. února 1751, Vídeň ). Z jejich manželství se narodili dva synové a dcera. Podruhé se oženil 10. září 1755 s Marií Annou Týřovskou z Einsiedle (27. února 1704 – 11. října 1772).